# Observatoire du Vésuve
L'observatoire du Vésuve ou, plus rarement, l'observatoire vésuvien (Osservatorio Vesuviano en italien) est l'observatoire volcanologique italien qui assure l'étude et la surveillance de trois volcans de Campanie, le Vésuve, les champs Phlégréens et Ischia, ainsi que du Stromboli dans les îles Éoliennes.

## Organisation
L'observatoire est un institut public de recherche dépendant du Ministère italien de l'université et de la recherche. Depuis 2001, il constitue une branche de l'Institut national italien de géophysique et de volcanologie, chargé en particulier du suivi de l'activité volcanique (Vésuve, champs Phlégréens, Ischia).

## Histoire
Fondé en 1841 sur les pentes du Vésuve, désormais basé à Naples, c'est le plus vieil organisme volcanologique dans le monde.
Lors de sa fondation, décidée en 1841 par Ferdinand II des Deux-Siciles, roi de Naples et terminée en 1845, le bâtiment principal se situait sur les flancs du volcan, à 600 mètres d'altitude. Aujourd'hui, l'ancien site est devenu un musée et une bibliothèque historique, alors que le centre de suivi est installé à Fuorigrotta, un quartier de Naples.